# Arctocephalus galapagoensis
L'otaria orsina delle Galápagos (Arctocephalus galapagoensis) è la specie più piccola tra tutte le otarie. Si riproduce sulle isole Galápagos, nel Pacifico orientale, ed è perciò l'unica otaria orsina a riprodursi in acque tropicali.
Il successo della riproduzione di questa otaria è molto suscettibile ai cambiamenti climatici provocati da El Niño. Negli anni 1982-1983 e 1997-1998, anni di El Niño, vi fu un grande aumento della mortalità infantile. La causa di questo va da ricercarsi nella diminuzione delle prede in seguito all'innalzamento della temperatura oceanica.

## Descrizione

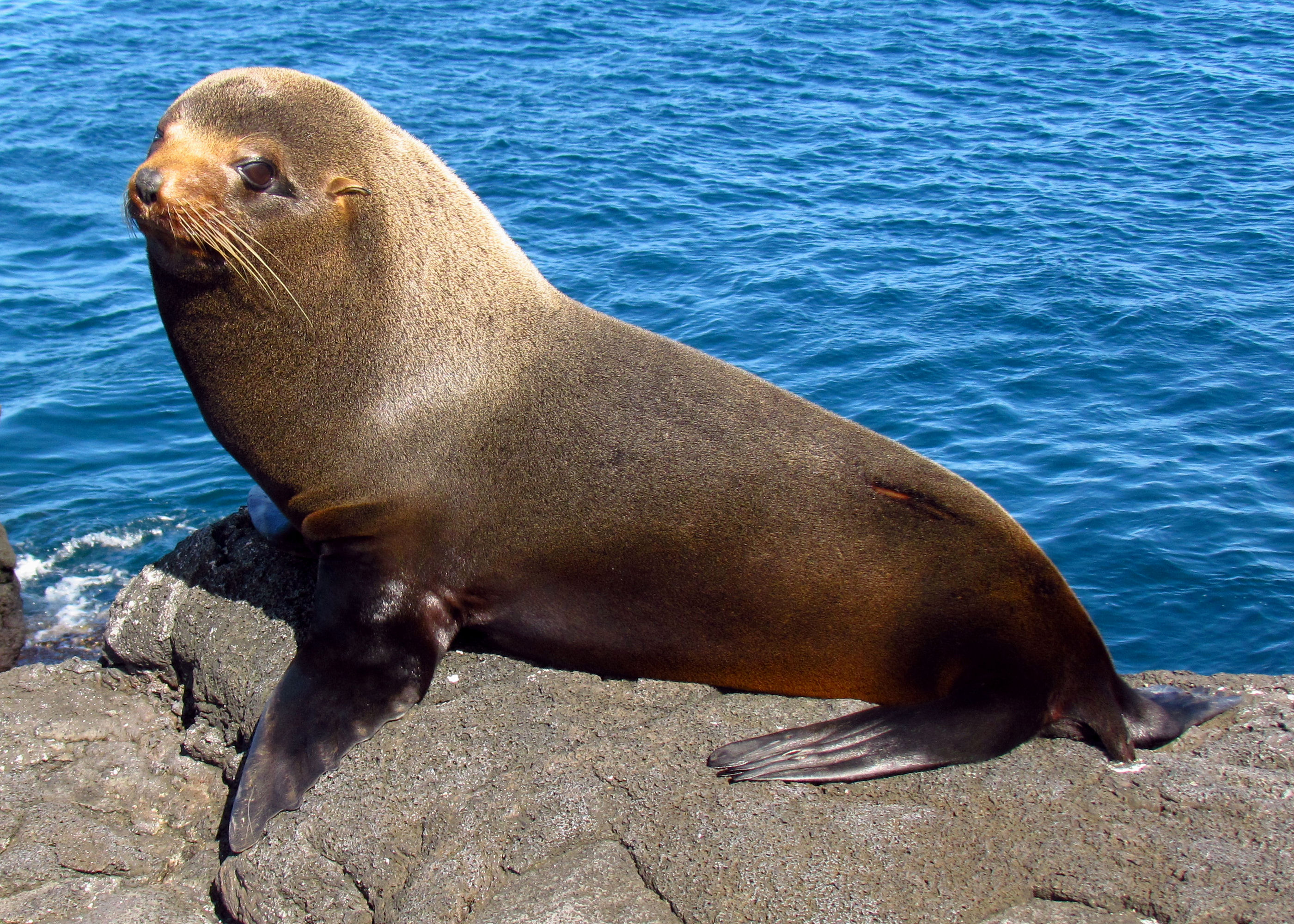
Maschio

Le otarie orsine delle Galápagos hanno una colorazione che varia dal grigio al marrone. I maschi adulti sono lunghi mediamente 1,5 m e pesano circa 64 kg. Le femmine misurano 1,2 m di lunghezza e pesano 28 kg. Passano più tempo fuori dall'acqua di quasi qualsiasi altro pinnipede. In media, il 70% del loro tempo viene speso in terra. La maggior parte delle specie di pinnipedi spendono il 50% del loro tempo a terra e il 50% in acqua.

## Distribuzione e habitat
Le otarie orsine delle Galápagos sono endemiche delle isole Galápagos dove prediligono le scogliere rocciose che lasciano solo per nutrirsi, ma esiste una colonia anche in Perù.

## Riproduzione
Le otarie orsine delle Galápagos vivono in grandi colonie sulle coste rocciose. Durante la stagione riproduttiva, che dura da metà agosto a metà novembre le femmine si dividono il territorio per allevare i propri cuccioli.

### Cure materne
Le otarie orsine delle Galápagos hanno il più basso tasso di riproduzione riportato nei pinnipedi, e ci vuole un tempo insolitamente lungo per preparare i cuccioli per l'indipendenza. Le femmine hanno un solo cucciolo per volta, e rimane con il suo neonato per una settimana prima di partire per alimentarsi. Poi ritorna periodicamente con il cucciolo e rimane ad allattarlo per un paio di giorni prima di partire per un'altra battuta di caccia. Le femmine riconoscono i propri cuccioli attraverso l'olfatto e il caratteristico suono delle grida dei cuccioli. Le femmine allattano esclusivamente i propri cuccioli e rifiutano spesso violentemente gli altri piccoli che cercano di essere allattati. Gli orfani di solito muoiono entro un mese.

### Conflittualità intrafamiliare
Dato che i cuccioli di questa otaria dipendono dal latte materno per i primi 18 mesi e lo svezzamento può essere ritardato per due o tre anni se le condizioni sono sfavorevoli il risultato è che ogni anno circa il 23% dei cuccioli nascono quando i giovani stanno ancora nutrendosi del latte materno.
Negli anni in cui il cibo è abbondante, il tasso di mortalità della seconda cucciolata è limitato al 5%, che è equivalente al tasso di mortalità dei neonati senza altri cuccioli. Negli anni in cui il cibo è scarso, l'80% dei neonati muore entro un mese se la cucciolata precedente sta ancora allattandosi. La cucciolata più giovane quindi serve come assicurazione nei casi in cui la prima cucciolata muoia e inoltre fornisce una potenza riproduttiva aggiuntiva nel caso in cui le condizioni si rivelino migliori delle aspettative. Questa strategia di scommesse è particolarmente utile nelle Galápagos dal momento che è richiesto un grande investimento alla madre per far crescere un piccolo fino all'indipendenza in un ambiente che ha molte fluttuazioni del cibo. 
L'alto grado di incertezza delle risorse disponibili, lo svezzamento tardivo e la potenziale sovrapposizione del periodo di allattamento nel suo congiunto porta a una violenta rivalità tra i cuccioli e fornisce ottime condizioni per studiare i conflitti tra genitori e cuccioli. Dal punto di vista dei cuccioli, sarebbe più conveniente continuare ad allattarsi e ricevere una razione di latte addirittura sovrabbondante, ma per la madre otaria sarebbe più conveniente accelerare lo svezzamento dei più anziani e indipendenti in modo da poter investire sulla prossima cucciolata. Su questa base, gli studi dimostrano che il 75% delle madri è intervenuto, spesso aggressivamente quando la cucciolata più anziana ha disturbato i neonati. Le madri morsicano o sollevano i cuccioli più anziani rudemente dalla pelle causando spesso ferite aperte. L'aggressività materna verso la prima cucciolata diminuisce col tempo dopo la nascita della seconda cucciolata. Anche senza aggressione diretta, i cuccioli più anziani possono comunque indirettamente danneggiare ai cuccioli più giovani semplicemente tagliandoli fuori dalle poppate. I più anziani di solito succhiano per primi e permettono l'accesso dei più giovani solo dopo essersi saziati, il che lascia molto poco latte a disposizione dei più giovani che spesso muoiono per inedia.
Durante i periodi nei quali ci sono poche prede i conflitti interfamiliari aumentano. La popolazione dell'otaria orsina delle Galápagos è drammaticamente colpita da El Niño, un periodo caratterizzato da alte temperature dell'acqua. Quindi le otarie più anziane della cucciolata mostrano una grande avversione allo svezzamento spingendo le madri a trascurare la prole più giovane.

## Alimentazione e predazione
Queste otarie su nutrono principalmente di pesci e cefalopodi. Si nutrono relativamente vicino alla riva, ma sono state osservate a profondità di 170 m. Si nutrono spesso di notte perché le loro prede sono più facilmente catturabili.
Le otarie adulte si nutrono prima dei giovani e negli anni in cui El Niño è particolarmente duro una grande quantità di giovani morirà.
Le otarie orsine delle Galápagos non hanno praticamente predatori. Occasionalmente sono stati osservati squali e orche che se ne nutrono, ma molto raramente. Squali e orche sono i principali predatori della maggior parte degli altri pinnipedi, ma i loro corridoi di migrazione normalmente non includono le Galápagos.

## Conservazione
La popolazione delle otarie orsine delle Galápagos è in declino dal XIX secolo. I bracconieri hanno ucciso migliaia di queste otarie nell'Ottocento. A partire dal 1959, l'Ecuador ha messo in vigore leggi molto rigorose per proteggere questi animali. Il governo dell'Ecuador ha dichiarato le Galápagos parco nazionale e da allora non ci sono stati più episodi di bracconaggio. Malgrado le leggi un altro tragico declino della popolazione è accaduto durante il 1982-83 in occasione de El Niño quasi tutti i cuccioli di questa otaria sono morti insieme al 30% degli adulti.
Dal 1983 non è registrata nessuna calamità che abbia causato un grande declino della popolazione.